# Metriomantis
Metriomantis es un género de insectos mantodeos perteneciente a la familia Mantidae. Es originario de América.

## Especies
- Metriomantis boliviana
- Metriomantis cupido
- Metriomantis occidentalis
- Metriomantis ovata
- Metriomantis paraensis
- Metriomantis pilosella